# Sankt Dionysen (Bruck an der Mur)
Sankt Dionysen ist eine Ortschaft in der Katastralgemeinde Picheldorf in der Stadtgemeinde Bruck an der Mur im Bezirk Bruck-Mürzzuschlag in der Steiermark.

## Lage
Sankt Dionysen liegt an der Mündung des Kotzgrabenbaches nördlich linksuferig an der Mur und unterhalb der am Hang stehenden Kirche.

## Geschichte
Die Ortschaft war zusammen mit Picheldorf seit dem 1. Jänner 1968 Teil der ehemaligen Gemeinde Oberaich, welche 2015 in die Gemeinde Bruck an der Mur eingemeindet wurde.
Ende Mai 1949 war unter dem damaligen Bürgermeister Gottfried Schinagel das neue Gemeindeamtshaus von Picheldorf-Dionysen eröffnet worden.

## Kultur und Sehenswürdigkeiten

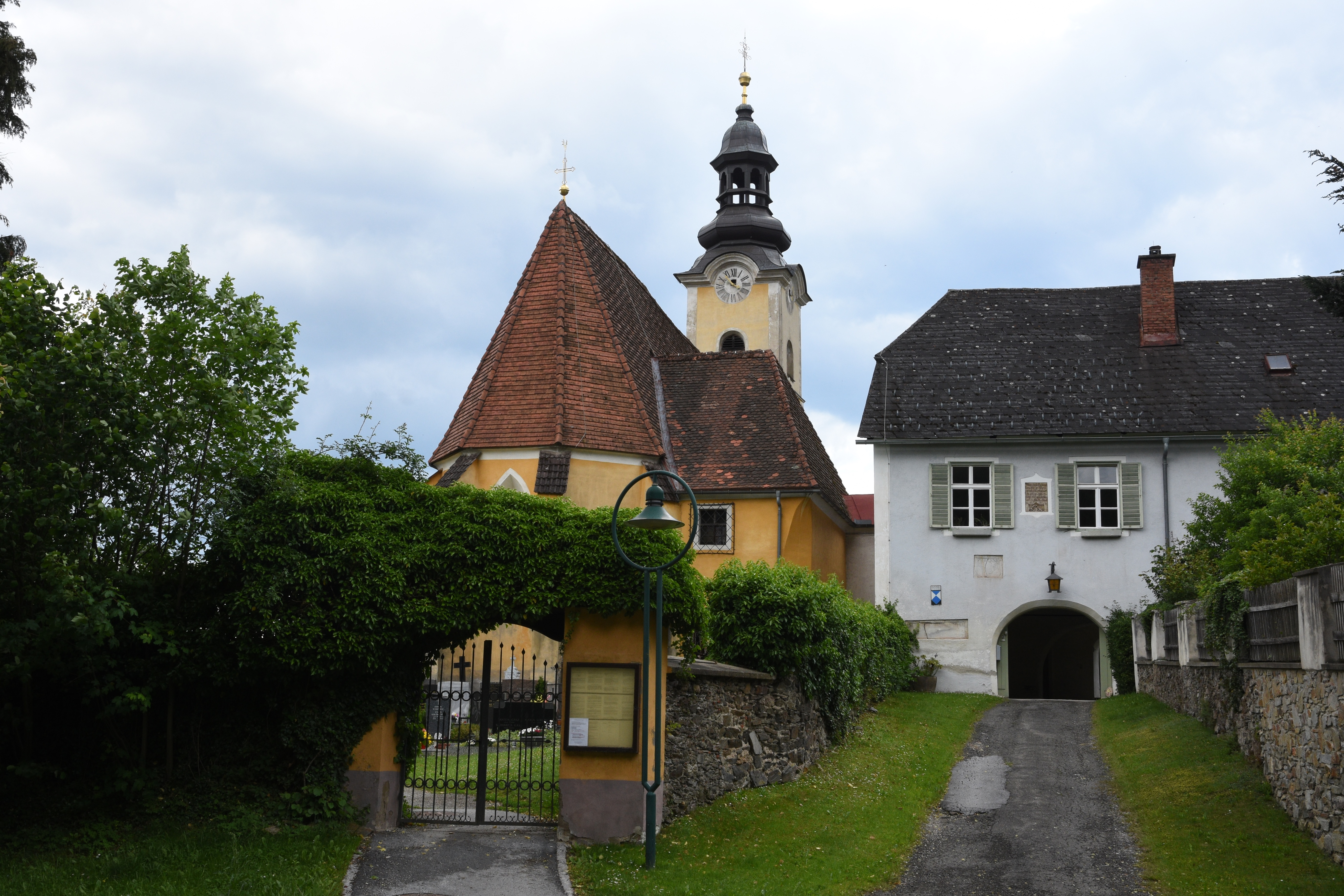
Pfarrkirche und Pfarrhof

- Katholische Pfarrkirche St. Dionysen-Oberaich mit dem Friedhof mit Aufbahrungshalle und Wegkapelle in einem Bauensemble mit dem Pfarrhof samt Wirtschaftsgebäude und Ummauerung sowie einem Kaplanstöckl.
- Die Römerbrücke bei St. Dionysen steht am Weg nach Oberdorf.

### Vereine
- Marktmusik St. Dionysen[2]